# Antonio Bonesini
Antonio Bonesini (Verona, 24 marzo 1910 – Verona, 30 novembre 1973) è stato un calciatore italiano, di ruolo centrocampista.

## Carriera

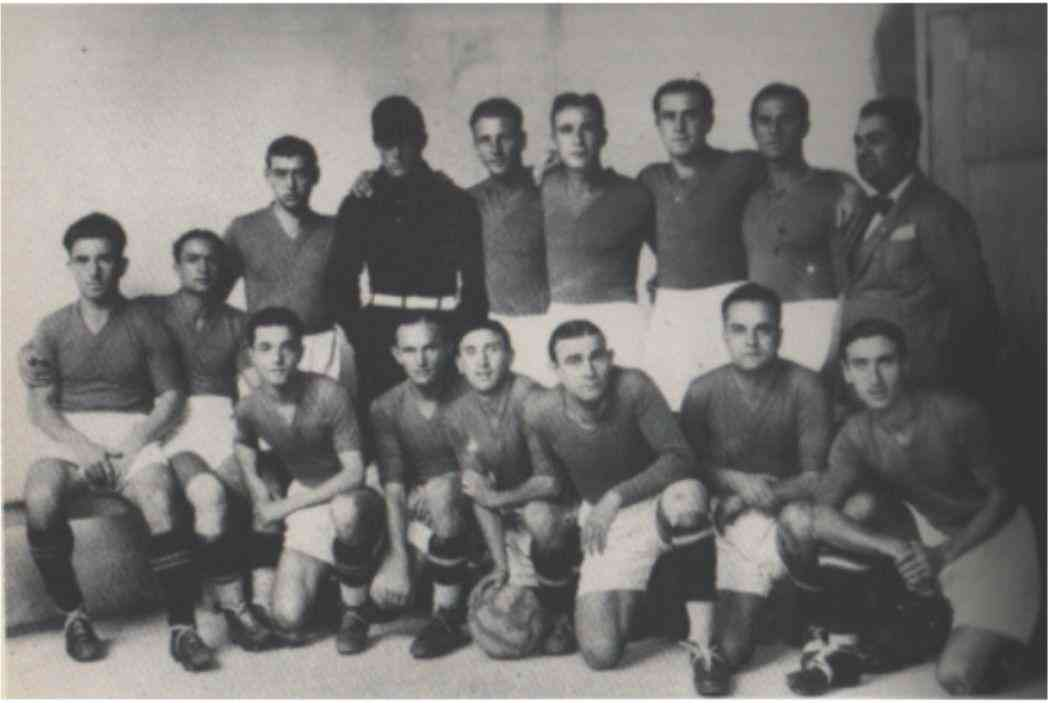
La prima formazione in serie A della Fiorentina 1931-1932. In alto: Vignolini, Ballante, Gazzari, Pizziolo, Bigogno, Pitto. In basso: Gregar, Baldinotti, Prendato, Bonesini, Busini, Rivolo, allenatore Hermann Felsner.

Ha esordito in Serie A con la maglia della ACF Fiorentina il 4 ottobre 1931 in Genoa-Fiorentina (1-1).
Ha giocato in massima serie anche con la maglia del Palermo, con cui segnò il 1º novembre 1936 nel pareggio casalingo contro il Catania per 1-1, in una gara valevole per il campionato di Serie B.